# آلیشیا باری
سارا رامونا آلیشیا ماسریرا دل کامپیلو (نام هنری، آلیشیا باریه؛ ۷ اکتبر ۱۹۱۵–۲۸ سپتامبر ۲۰۰۲) یک هنرپیشه اهل شیلی بود که حرفه بازیگری خود را در آرژانتین انجام داد. باری که در شیلی متولد شد، همراه با خانواده‌اش به بوئنوس آیرس نقل مکان کرد و اولین بازیگری خود را در سال ۱۹۳۳ در فیلم رقص انجام داد.
او پس از ازدواج با یک آمریکایی، به مکزیک نقل مکان کرد و در آنجا فیلم «من غاصب بودم» را ساخت و سپس به آمریکا رفت. او در سال ۲۰۰۲ در لانگ‌وود، فلوریدا درگذشت